# 15 грудня
15 грудня — 349-й день року (350-й у високосні роки) у григоріанському календарі. До кінця року залишається 16 днів.

## Свята і пам'ятні дні

### Міжнародні
- Міжнародний день чаю.
- День Заменгофа. (урочисте свято серед есперантистів).

### Національні
- Україна: День працівників суду.
- Греція: День пам'яті жертв «Грецької операції» НКВС.
- Нідерланди: День королівства.

### Релігійні

#### Західне християнство
- Пам'ять святої Марії від Розіп’ятого[en];
- Пам'ять дринських мучеників;
- Пам'ять святих Валеріана Аббенського, Вірджинії Центуріоне Брачеллі[en], Месміна[en].

#### Східне християнство[1]
- Пам'ять священномучеників Єлевферія та його матері Анфії та мученика єпарха Корива;
- Пам'ять преподобного Павла Латрійського та самітника Парда;
- Пам'ять святого Стефана Сурозького;
- Пам'ять священномученика Єлевферія;
- Собор Кримських святих.

## Іменини
✝  Католицькі: Валеріан, Вірджинія, Марія, Месмін.
✙ Православні: Анфія, Єлеферій, Корив, Павло, Степан.

## Події
- 533 — Візантійський генерал Велізарій переміг в битві при Тікамероні вандалів на чолі з королем Гелімером.
- 1025 — Під час підготовки походу на Сицилію проти арабів у віці близько 69 років помер Василь II Болгаробоєць, візантійський імператор (з 976 р.)
- 1640 — герцог Жуан Браганський вступив на португальський престол під іменем Жуан IV.
- 1699 — Указом царя Петра I в Московії замість літочислення від «сотворіння світу» введено юліанський календар; відлік і святкування нового року перенесено з 1 вересня на 1 січня.
- 1791 — у США введено в дію десять поправок до Конституції
- 1880 — Харківське товариство водопостачання збудувало перший водогін у Харкові
- 1915 — в американській газеті New York Times виходить стаття про геноцид вірмен в Османській імперії
- 1917 — у Кишиневі проголошено Молдовську Демократичну Республіку.
- 1917 — Українська Центральна Рада прийняла закон про створення Генерального суду.
- 1932 — ЦК КП(б)У затвердив перелік 82 районів України, куди припинялося надходження промислових і продовольчих товарів за зрив планів хлібозаготівлі (початок Голодомору); у Дніпропетровській області — 27, у Чернігівській — 8, в Одеській — 15, у Харківській — 22, у Донецькій — 10 районів.
- 1932 — В. Молотов та Й. Сталін заборонили здійснення українізації на Далекому Сході, в Казахстані, Середній Азії, ЦЧО, щоб унеможливити проникнення висланих «буржуазно-націоналістичних елементів» в українізовані райони, наказують перевести українські газети та видання на російську мову.
- 1934 — у Києві, в підвалах НКВС УСРР (пізніше Жовтневий палац), за вироком виїзної сесії Військової колегії Верховного Суду СРСР були розстріляні 28 «членів» вигаданого чекістами «Об'єднання українських націоналістів», серед яких — українські письменники Дмитро Фальківський, Григорій Косинка, Кость Буревій, Олекса Влизько, Іван Крушельницький.
- 1939 — В Атланті відбулася прем'єра фільму Дейвіда Селзніка за участю акторів Вів'єн Лі і Кларка Ґейбла «Розвіяні вітром», поставленого за романом лауреата Пулітцерівської премії Маргарет Мітчелл. Стрічка відразу стала надзвичайно популярною, побила всі рекорди касових зборів і наступного року отримала 9 «Оскарів»
- 1950 — у Брюсселі було підписано Конвенцію про створення Ради митного співробітництва (з жовтня 1994 р. — Всесвітня митна організація).
- 1961 — суд у Єрусалимі засудив колишнього оберштурмбанфюрера гестапо Адольфа Ейхмана, який керував «остаточним вирішенням єврейського питання», до смертної кари.
- 1964 — У Канаді прийнятий державний прапор із кленовим листом.
- 1966 — французький астроном Одуен Дольфюс відкрив супутник Сатурна Янус, який раз в 4 роки міняється орбітою зі супутником Епіметеєм.
- 1970 — вперше здійснено посадку космічного апарата з Землі на іншу планету (міжпланетна станція «Венера-7»)
- 1995 — на 5-й зустрічі глав держав і урядів 10 країн Південно-Східної Азії в Бангкоку було підписано договір, за яким цей регіон проголошено зоною, вільною від ядерної зброї.
- 1995 — Європейський суд виніс рішення у так званій «справі Босмана», яка спричинила переворот у футбольній трансферній політиці.
- 2000 — В Україні остаточно припинила роботу Чорнобильська АЕС. Зруйнований в 1986 році реактор, що містив 66 тонн розплавленого ядерного пального і 37 тонн радіоактивного пилу, попри збудований захисний «саркофаг», продовжував випромінювати радіацію
- 2000 — На знак протесту проти політики президента Леоніда Кучми на головній площі Києва учасниками акції «Україна без Кучми» були встановлені перші намети.
- 2006 — перший випробувальний політ новітнього винищувача-бомбардувальника п'ятого покоління F-35 «Лайтнінг» II
- 2008 — Чорногорія офіційно подала заявку на вступ до Європейського Союзу.
- 2009 — відбувся перший випробувальний політ новітнього літака Boeing 787 Dreamliner
- 2018 — відновлена автокефальна помісна Православна церква України (утворилася 988)

## Народились
Див. також Категорія:Народились 15 грудня
- 37 — Нерон, римський імператор, п'ятий і останній з династії Юліїв-Клавдіїв.
- 1804 — Віктор Буняковський, український математик.
- 1832 — Александер Густав Ейфель, французький інженер-будівельник і архітектор.
- 1852 — Антуан Анрі Беккерель, французький фізик.
- 1859 — Людвік Заменгоф, творець міжнародної мови есперанто.
- 1883 — Ганна Собачко-Шостак, українська художниця, майстер декоративного розпису.
- 1890 — Василь Ємець, світової слави бандурист-віртуоз.
- 1907 — Оскар Німеєр, бразильський архітектор.
- 1928 — Фріденсрайх Гундертвассер, австрійський художник, дизайнер та архітектор.
- 1934 — Станіслав Шушкевич, перший голова Верховної ради незалежної Білорусі.
- 1949 — Дон Джонсон, американський актор та співак.
- 1958 — Соломія Павличко, українська письменниця, видавниця, публіцистка, автор праць з історії фемінізму.
- 1970 — Майкл Шенкс, канадський актор, сценарист і режисер.
- 1982 — Чарлі Кокс, англійський театральний та кіноактор.
- 1996 — Олександр Зінченко, український футболіст.

## Померли
Див. також Категорія:Померли 15 грудня
- 1583 — Іван Федоров, український друкар;
- 1626 — Фріз Адріан де, голландський скульптор раннього бароко, помер у Празі у віці близько 66-ти років.
- 1673 — Маргарет Кавендіш, англійська письменниця та вчена.
- 1675 — Ян Вермер, голландський художник.
- 1713 — Карло Маратті, італійський художник доби бароко.
- 1814 — Іван Югасевич-Склярський, український педагог, народний поет, збирач фольклору (*1741).
- 1848 — Євген Гребінка, видатний український письменник, поет, байкар, педагог, видавець. Старший брат архітектора Миколи Гребінки.
- 1853 — Георг Фрідріх Гротефенд, німецький лінгвіст, дослідник старожитностей, поклав початок дешифрування давньоперського клинопису.
- 1904 — Роман Кондратенко, генерал-лейтенант російської імператорської армії українського походження.
- 1929 — Данило Заболотний, український мікробіолог, епідеміолог, засновник Інституту мікробіології та епідеміології в Києві.
- 1933 — Порфирій Мартинович, український живописець, графік, фольклорист і етнограф.
- 1944 — Гленн Міллер, американський тромбоніст, аранжувальник та лідер багатьох біг бігбендів. Загинув у авіакатастрофі над Ла-Маншем.
- 1958 — Вольфганг Ернст Паулі, фізик, лавреат Нобелівської премії присудженої йому за відкриття принципу виключення
- 1966 — Волт Дісней, американський художник, кінопродюсер, режисер, автор мультиплікаційних фільмів. Лауреат понад 1000 міжнародних нагород, 48 «Оскарів» і семи призів «Еммі» (*1901).
- 1974 — Анатоль Літвак, американський кінорежисер українського походження.
- 1977 — Олександр Галич, радянський поет, сценарист, драматург, автор і виконавець власних пісень; політичний емігрант.
- 1986 — Серж Лифар, український і французький танцівник, балетмейстер, теоретик балетного мистецтва, один з найвидатніших митців нашої епохи, засновник Академії танцю при «Гранд-Опера».
- 1994 — Кочур Григорій Порфирович, український перекладач, поет, літературознавець, шістдесятник.
- 2008 — Анне-Катріне Вестлі, норвезька дитяча письменниця.
- 2010 — Блейк Едвардс, американський сценарист, кінорежисер, продюсер.
- 2013 — Джоан Фонтейн, англо-американська акторка. Володарка премії «Оскар».
- 2020 — Петро Слободян, український футбольний тренер та викладач, український футболіст, нападник.